# Detlef Rhein
Detlef Rhein (* 9. April 1969 in Wolfsburg) ist ein deutscher Designer und Hochschullehrer.

## Leben
Nach dem Abitur 1988 studierte Detlef Rhein von 1990 bis 1995 Industriedesign an der Hochschule Darmstadt und der State University of California, San Jose. Praktika bei der Adam Opel AG und frog design in Altensteig flankierten das Design-Studium. Die Diplom-Arbeit Zahnärztlicher Behandlungsstuhl in Zusammenarbeit mit Andreas Klober wurde beim Braun Preis 1995 mit dem 2. Platz ausgezeichnet. Nach einer ersten Station als Designer bei der wiege GmbH (Wilkhahn Entwicklungsgesellschaft) in Bad Münder wechselte Detlef Rhein 1996 in die Niederlande zu ninaber/peters/krouwel (heute npk design). 1999 übernahm er die Leitung des Hamburger Büros von npk design, dessen Partner er von 2006 bis 2011 war. 2012 gründete er gemeinsam mit Till Garthoff das Design-Studio Garthoff Rhein. Seit 2022 ist er als freier Designberater tätig, u. a. bei der CAPTN Initiative. Nach Lehraufträgen an der Weißensee Kunsthochschule Berlin von 2004 bis 2008 erhielt Detlef Rhein 2009 einen Ruf an die Muthesius Kunsthochschule in Kiel für eine Professur im Industriedesign mit dem Schwerpunkt „Methodisches Entwerfen technischer Produkte“ sowie für die Leitung des M.A. Studiengangs „Medical Design“. Seit Mai 2011 ist Detlef Rhein Mitglied im Exzellenzcluster „Precision Medicine in Chronic Inflammation“ (PMI).

## Wirken
Detlef Rhein beschäftigt sich in seiner gestalterischen Praxis hauptsächlich mit komplexen Innovations- und Technologietransferprojekten in unterschiedlichen Bereichen. Das Spektrum seiner Arbeit reicht vom öffentlichen Raum bis zum medizinischen Implantat. Bekannt sind u. a. seine Entwürfe für das Hamburger Medizintechnik-Unternehmen seca für Körpermesssysteme hinsichtlich modularer und digitaler Systemintelligenz. Mit den Unternehmen Trioptics, Biotronik und LAUDA verbindet ihn eine Entwicklungspartnerschaft. Zentrales Anliegen Rheins ist die Auseinandersetzung mit der Frage, wie Design gesellschaftliche, kulturelle und technologische Transformationsprozesse initiieren und die Wende zur nachhaltigeren Lebensstilen unterstützen kann.

## Preise und Auszeichnungen
Für seine Entwürfe erhielt Rhein in den Projektkooperationen nationale und internationale Auszeichnungen, so u. a. den Good Design Award, den German Design Award, den Red-Dot-Award und den iF Design Award. Projekte der Studierenden, die Detlef Rhein betreute, waren bei Designnachwuchs-Preisen zu finden, u. a. beim Mia Seeger Preis, James Dyson Award, Lucky Strike Junior Design Award, BraunPrize, Bayerischen Staatspreis für Nachwuchs Designer, iF Design Talent Award, German Design Award Newcomer, Core 77 Award, Bundespreis Ecodesign, DDC University Award und VDID Newcomers Award.